# Salah Salim

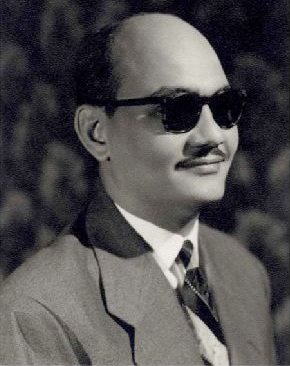

Salah Salim (ur. 1920, zm. 1962) – egipski wojskowy i polityk, uczestnik ruchu Wolnych Oficerów.

## Życiorys
Ukończył Akademię Wojskową w Kairze w 1938, walczył w I wojnie izraelsko-arabskiej. Był oficerem piechoty. Z ruchem Wolnych Oficerów związał się w 1950, w tym samym czasie do organizacji wstąpił jego brat Dżamal, również oficer.
Po rewolucji Wolnych Oficerów został ministrem przewodnictwa narodowego oraz ministrem odpowiedzialnym za sprawy sudańskie. Według niepotwierdzonych informacji pomógł jednej z członkiń obalonej egipskiej rodziny królewskiej wywieźć jej majątek za granicę. W czasie kryzysu sueskiego radził prezydentowi Egiptu Gamalowi Abdel Naserowi oddać się w ręce brytyjskie, by ratować kraj przed klęską wojenną.
W 1960 został przewodniczącym Związku Prasy; już w poprzednich latach był aktywny jako dziennikarz. Dwa lata później zmarł wskutek przewlekłej choroby nerek, którą bez powodzenia usiłował leczyć w ZSRR oraz w USA.
Zyskał przydomek "tańczącego oficera" po pojawieniu się w prasie fotografii, na której wykonuje razem z członkami sudańskiego plemienia lokalny taniec. Jego imieniem nazwano wschodnią obwodnicę Kairu.